# Дислапско теке
Дислапското теке (на гръцки: Τεκές της Δραγασιάς), е бекташко теке в развалини, което се намира край село Драгасия (Дислап), Населица, Егейска Македония, Гърция.

## Местоположение
Текето е разположено западно от село Дислап, в подножението на Голямо Одре. Над него е пещерата Свети Мина.

## История
До 20-те години на XX век Дислап, подобно на много други селища в Населицата и Гревенско, е населено с валахади, гъркоезични мюсюлмани. Валахадите са следвали предимно бекташската мюсюлманска доктрина, а не сунитската и в района е имало няколко бекташки текета, най-важното от които е това на Дислап, което е било и религиозният център на бекташките валахади в Западна Македония, докато Водоринското теке също е имало известно религиозно значение. Като християнски контрапункт на мюсюлманското поклонническо място, към средата на XVIII век жителите на Занско, съседното на юг село на Дислап, което е християнско, изграждат манастира „Въведение Богородично“.
Текетата в района са разрушени в 1826 година с разпускането на Бекташкия орден от султан Махмуд II, но това на Дислап е запазено.